# Sven Christ
Sven Christ (Biel, 1973. december 9. –) svájci labdarúgóhátvéd, edző.

## Pályafutása

### Edzőként
2008-tól alacsonyabb ligás kluboknál edzősködött, 2014-től az FC Aaraut irányította, azt a klubot, ahol játékosként is játszott.

## Sikerei, díjai
Grasshopper
- Svájci bajnokság: 1997–98